# کارلی شرودر
کارلی شرودر (انگلیسی: Carly Schroeder؛ زادهٔ ۱۸ اکتبر ۱۹۹۰) بازیگر سینما، و هنرپیشه اهل ایالات متحده آمریکا است. وی از سال ۱۹۹۵ میلادی تاکنون مشغول فعالیت بوده‌است.

## فیلم‌ها
- گریسی
- درندگان
- قانون و نظم: واحد قربانیان ویژه
- نیایش‌ها برای بابی
- چشم دلفین
- دیوار آتش
- فیلم لیزی مک‌گوایر